# Alessandro I di Jugoslavia
Alessandro Karađorđević (in serbo Александар I Карађорђевић?; Cettigne, 16 dicembre 1888 – Marsiglia, 9 ottobre 1934) fu il secondo re dei Serbi, Croati e Sloveni (1921-1929) e, in seguito alla sospensione della costituzione da lui de facto attuata, il primo re di Jugoslavia (1929-1934).
Il suo regno fu caratterizzato da politiche volte alla repressione delle varie differenze etniche della neonata Jugoslavia attraverso il suo pugno di ferro.
Morì a Marsiglia, a causa di un attentato alimentato da idee nazionaliste (l'attentatore, infatti, auspicava l'indipendenza della Macedonia), nel 1934.
Al trono Jugoslavo, dopo la sua morte, s'insediò il figlio Pietro, che perse il potere dopo l'invasione della Jugoslavia da parte delle forze dell'asse e la successiva proclamazione della Jugoslavia Socialista.

## Biografia

### Infanzia

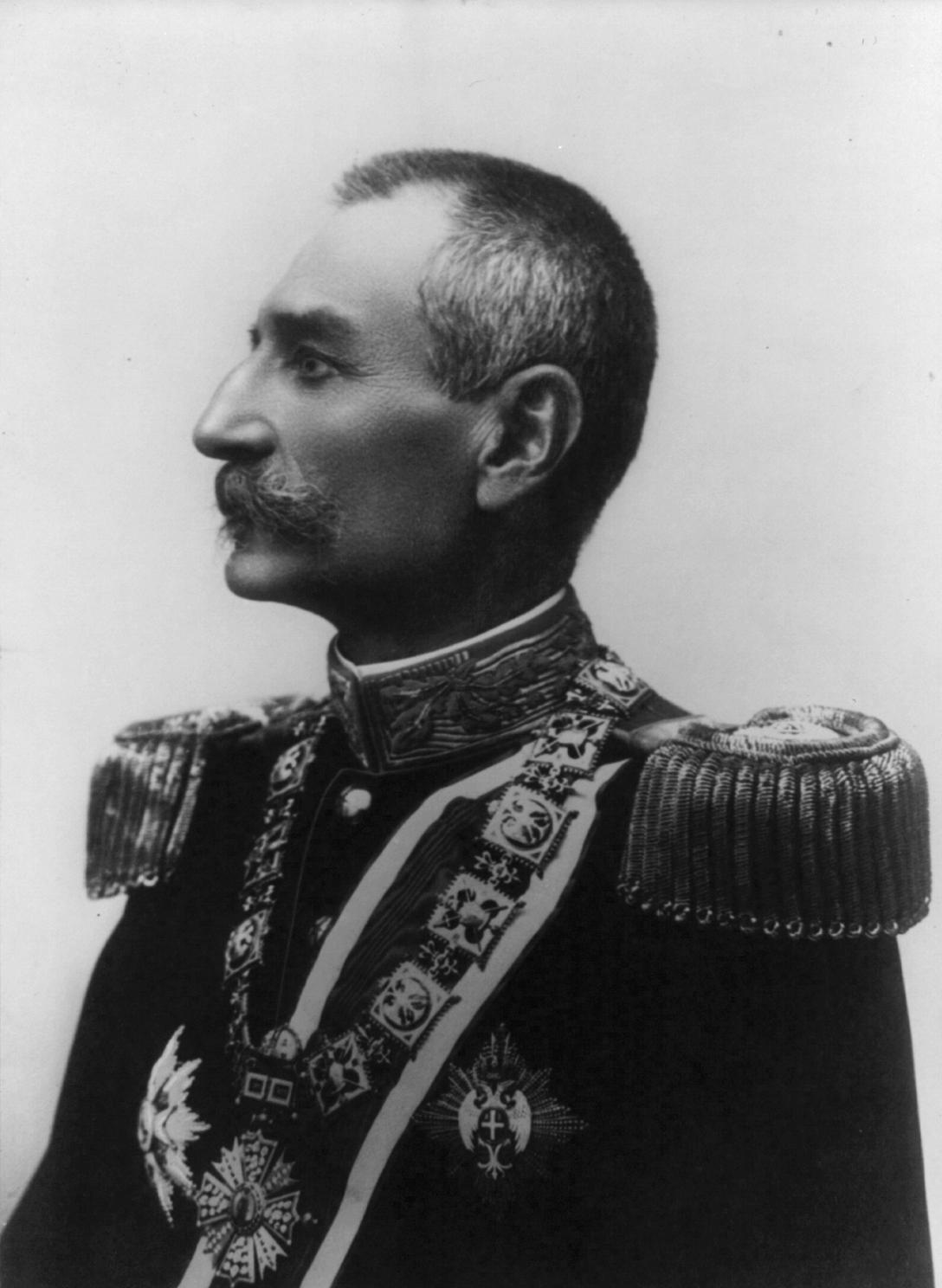
Re Pietro I di Serbia

Dopo l'assassinio del principe di Serbia Mihailo III Obrenović, il suo successore Milan IV, nel maggio del 1868, fece inserire nella costituzione una norma che prevedeva l'esilio per la famiglia rivale Karađorđević e la confisca di tutti i suoi beni, poiché sospettata di aver progettato l'attentato.
Il principe Pietro Karađorđević, dopo essersi arruolato nella Legione straniera ed aver vissuto a Parigi, nel 1883 si trasferì in Montenegro, dove sposò la primogenita del sovrano Nicola I Petrović-Njegoš e della moglie Milena, la principessa Zorka, sorella di Elena, futura regina d'Italia.
Fu durante il soggiorno di Pietro a Cettigne che, il 16 dicembre 1888, nacque il suo quarto figlio, Alessandro. Nel 1894 la famiglia si trasferì a Ginevra, dove Alessandro proseguì gli studi fino al 1897, quando seguì il padre a San Pietroburgo alla corte di Nicola II e vi rimase per frequentare l'accademia militare.
L'11 giugno 1903 venne messo in atto un colpo di stato che vedeva impegnati gli alti gradi dell'esercito serbo per deporre il re Alessandro Obrenović a causa dell'instabilità dinastica seguita al matrimonio con Draga Mašin: i sovrani furono uccisi e il parlamento serbo designò il principe Pietro Karađorđević nuovo re di Serbia. Alessandro, secondo in linea di successione al trono, non seguì il padre e il fratello maggiore Giorgio a Belgrado, ma rimase in Russia, dove si arruolò nella fanteria imperiale.

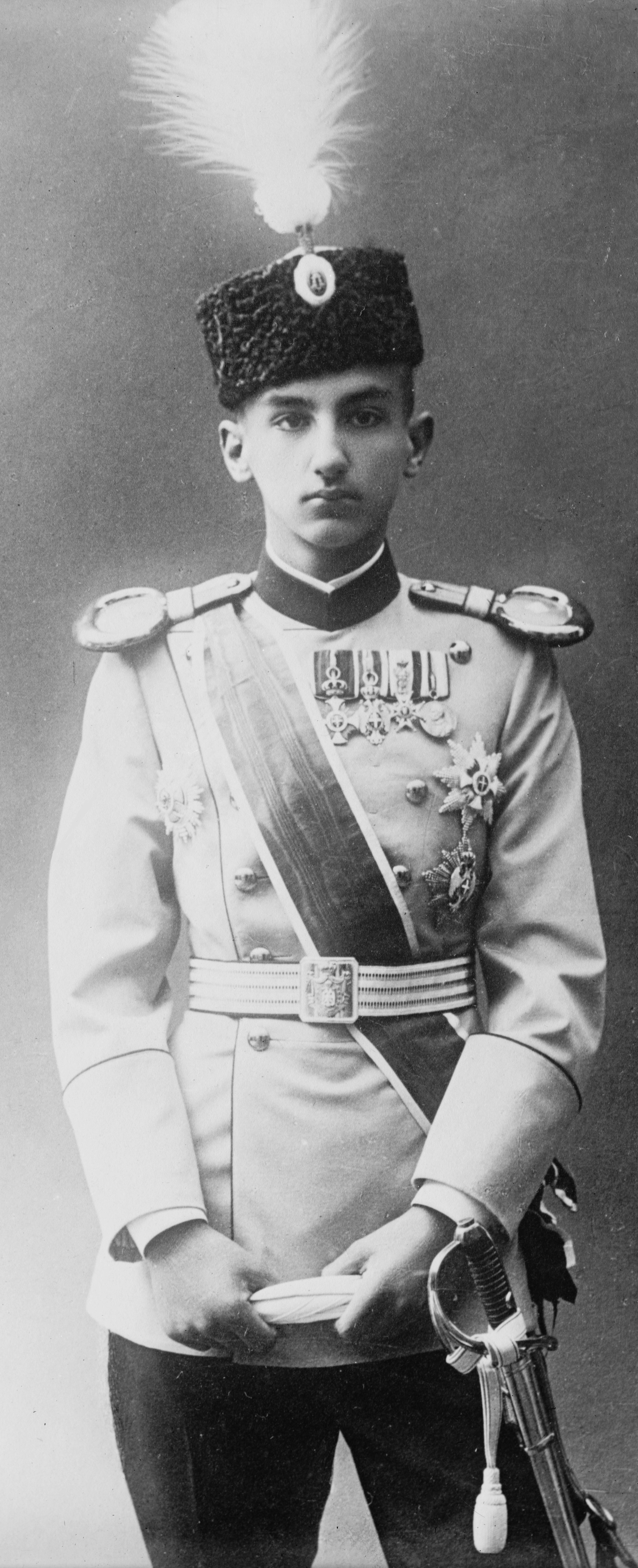
Il principe Giorgio

Il principe Giorgio, erede al trono, nel 1909 fu al centro di una spiacevole vicenda che riportò Alessandro in Serbia. Durante un alterco con un servitore, Giorgio lo colpì con un violento calcio all'addome e questi, passati alcuni giorni, morì. Il fatto fu preso a pretesto dai militari che avevano aiutato Pietro I nel colpo di stato del 1903, con cui l'erede aveva forti dissapori, per giudicarlo incapace di regnare; la stampa austro-ungarica diede grande spazio alla notizia, e, pressato dal padre e dal primo ministro Nikola Pašić, Giorgio rinunciò ai diritti dinastici a favore del fratello minore.

### Principe guerriero

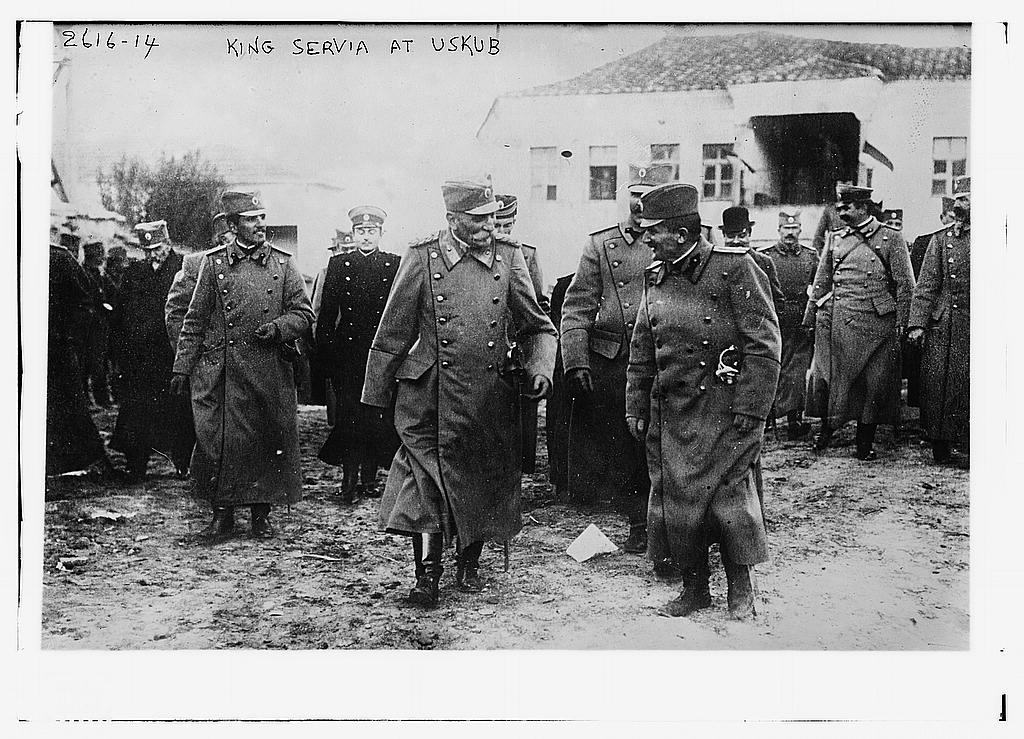
Alessandro I e Pietro I a Skopje durante la prima guerra balcanica

Tornato a Belgrado, Alessandro iniziò a riorganizzare l'esercito serbo per continuare la lotta contro l'impero ottomano che ancora occupava parte dei Balcani. Trascorse un breve soggiorno in Francia, dove fece notizia per essere il primo membro di una famiglia reale a pilotare un aeroplano, abilità che mise a frutto per la creazione di una flotta aerea militare in Serbia.
L'8 ottobre 1912 il regno del Montenegro dichiarò guerra alla Turchia, dando inizio alla prima guerra balcanica. La Serbia vi partecipò e Alessandro guidò l'esercito vittorioso a Kumanovo e a Bitola. Nel 1913 combatté a Bregalnica nella seconda guerra balcanica contro il regno di Bulgaria. Dopo il conflitto, alla Serbia fu attribuito quasi l'intero territorio della Macedonia e Alessandro partecipò attivamente all'organizzazione della nuova amministrazione serba della regione. Nel giugno del 1914, re Pietro I, a causa del cattivo stato di salute, passò il potere ad Alessandro, che divenne reggente.

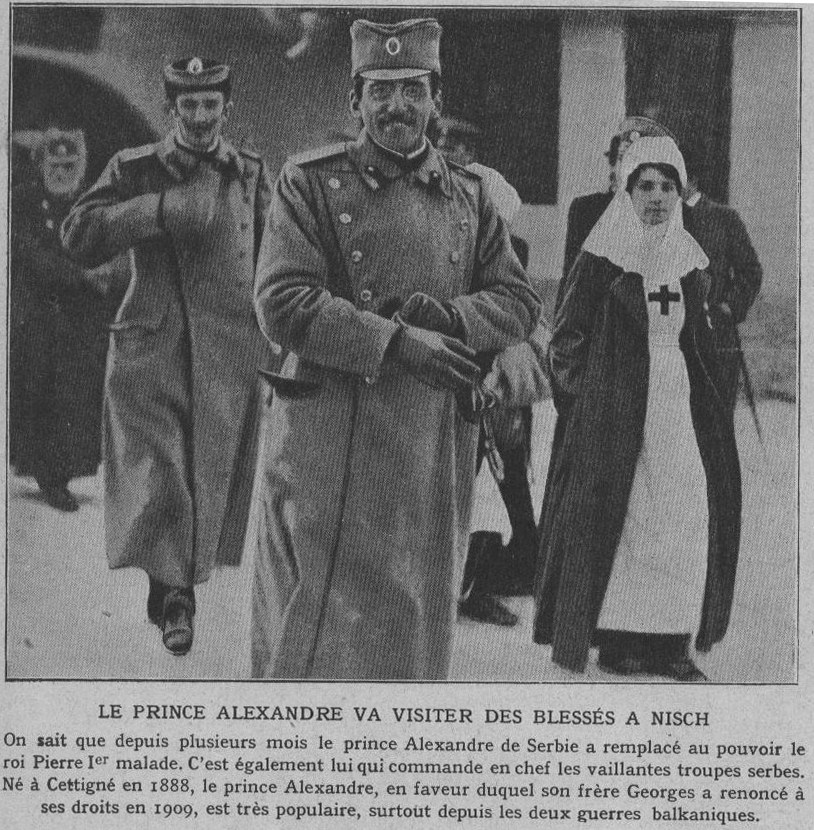
Alessandro I visita le truppe a Niš

Il 28 giugno 1914 Gavrilo Princip, appartenente all'associazione segreta irredentista Crna ruka che osteggiava la sovranità asburgica sulla Bosnia Erzegovina, uccise in un attentato l'arciduca Francesco Ferdinando d'Asburgo-Este, erede al trono austriaco, mentre era in visita alla città di Sarajevo. Il 28 luglio l'Austria dichiarò guerra alla Serbia e Alessandro, come capo supremo dell'esercito, prese parte al conflitto, coadiuvato dai feldmarescialli Radomir Putnik, Živojin Mišić, Stepa Stepanović e Petar Bojović, con i quali risultò vittorioso nella battaglia del Cer e in quella di Kolubara nel 1914. Nel 1915 anche la Bulgaria entrò in guerra contro la Serbia e la potenza dell'esercito bulgaro, sommata a quello austro-ungarico, determinò la disfatta delle armate serbe, che dovettero ripiegare verso l'Albania; nel dicembre del 1915 il grosso dell'esercito serbo, guidato da Alessandro, si trovava sulle coste albanesi tra Valona e Durazzo e con l'appoggio dell'Italia, dopo lunghe trattative, riparò a Corfù e a Biserta. Fu in occasione di quella disastrosa ritirata che nacque il popolare canto serbo Tamo daleko, che nel tempo è quasi assurto al ruolo di inno nazionale.
Da Corfù, Alessandro ricostituì l'esercito e lo portò a Salonicco per combattere sul fronte macedone con l'aiuto degli alleati britannici, francesi, italiani e greci, dove vinse diverse battaglie tra cui quella di Kajmakchalan, che rafforzò il morale della truppa e invertì le sorti del conflitto. Con la battaglia di Dobro Pole, combattuta il 15 settembre 1918, fu concluso vittoriosamente il conflitto con la Bulgaria.

### Primo dopoguerra
Terminato il conflitto mondiale, il 1º dicembre 1918 Alessandro ricevette una delegazione del Consiglio nazionale del neonato Stato degli Sloveni, Croati e Serbi che gli chiese di annettere la loro nazione, che non godeva di alcun riconoscimento internazionale, al regno di Serbia. Alessandro accettò e quello stesso giorno nacque il Regno dei Serbi, Croati e Sloveni, di cui re Pietro I accettò la corona; primo ministro fu nominato Stojan Protić al posto di Nikola Pašić.
Il 6 gennaio 1919 Alessandro diede inizio alla riforma agraria, stabilendo l'abolizione della servitù della gleba e la suddivisione dei latifondi in poderi di proprietà dei singoli contadini, riconoscendo un giusto indennizzo ai grandi proprietari terrieri ai quali venivano sottratti. Per far sì che le terre fossero coltivate favorì l'insediamento di coloni agricoli serbi nelle zone sottratte al latifondo soprattutto nei nuovi territori annessi al regno, concedendo tre anni di esenzione fiscale a chi si fosse spostato. Il 28 giugno del 1921 al regno fu data una nuova costituzione che diminuiva i poteri che in precedenza aveva avuto il parlamento serbo e non dava grande spazio alle autonomie locali, nonostante al momento delle trattative con il Consiglio nazionale degli Sloveni, Croati e Serbi la promessa era stata che essi avrebbero avuto un forte peso.

### Ascesa al trono e matrimonio

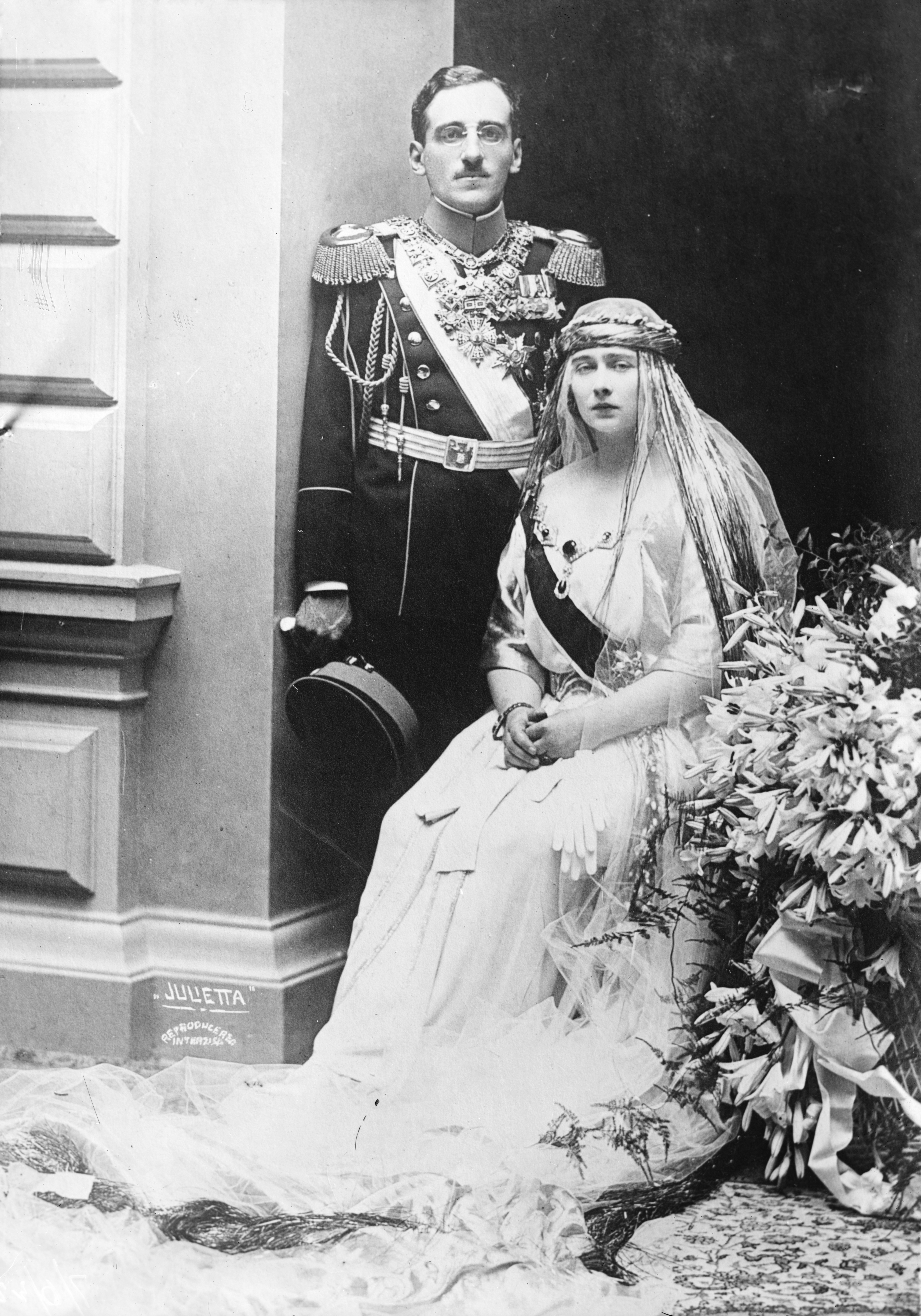
Re Alessandro I di Jugoslavia e la regina Maria

Il 16 agosto 1921 Pietro I morì e Alessandro fu incoronato re. Alessandro godeva di una grande fama a livello internazionale anche grazie alle sue imprese belliche. Nello stesso anno si fece promotore della Piccola intesa, un'alleanza con la Cecoslovacchia e la Romania. Nel gennaio del 1922 fu ospite del re di Romania Ferdinando I nel suo castello nei pressi di Sinaia: lì conobbe la figlia del sovrano, Maria e la chiese in sposa. Il matrimonio fu celebrato nella cattedrale di San Michele Arcangelo a Belgrado alla presenza di una folla numerosa e di molti rappresentanti delle case regnanti europee, tra cui Giorgio, duca di York, che fu testimone della sposa. Il matrimonio contribuì a rinvigorire i legami di collaborazione tra il regno di Alessandro, la Romania e la Gran Bretagna.
Con Maria diede alla luce tre figli: l'erede al trono Pietro, Tomislavo e Andrea. Pietro prese il nome da suo nonno paterno, a significare anche il forte legame con la gente serba; al secondogenito, diede un nome tipicamente croato e al terzo sloveno, per dare un segnale di unità tra le etnie del regno. Per marcare la distanza dalla famiglia Obrenović che, regnando sulla Serbia, aveva dimorato nel Palazzo vecchio al centro di Belgrado, Alessandro fece costruire un nuovo complesso di corte, in cui inserì un palazzo reale: prima che la sua edificazione fosse completata, la famiglia reale visse nella tenuta di Oplenac, nei pressi della città di Topola. La tenuta era un podere agricolo abitato da contadini, che costituivano anche la servitù reale. Lì la regina Maria, che trascorreva molto tempo con la gente del posto, intraprese molte iniziative a tutela dei più poveri e per l'istruzione dei contadini, tutte opere che Alessandro decise di finanziare.
La coppia reale, per le sue attività caritatevoli, divenne presto molto popolare nel regno; nonostante ciò in tutto il Paese non mancavano rivolte popolari, soprattutto a carattere etnico, poiché la convivenza tra le diverse nazionalità, spesso, non risultava pacifica.

### Dittatura

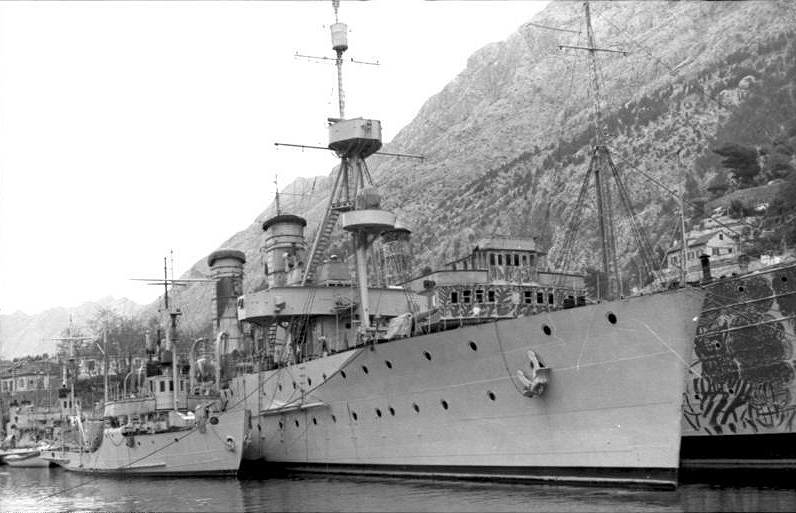
Nave della regia marina jugoslava

Nell'agosto del 1928 il deputato nazionalista serbo Puniša Račić ferì a morte il collega del Partito Contadino Croato Stjepan Radić: l'episodio creò una forte instabilità politica e diede il via a numerosi conflitti interetnici. Il 6 gennaio 1929, quando la situazione gli parve insostenibile, Alessandro sciolse il parlamento, revocò la Costituzione e instaurò una dittatura personale (denominata "dittatura del sei gennaio" - Šestojanuarska diktatura). Furono vietate tutte le organizzazioni politiche, sindacali e religiose, fu imposta la censura alla stampa. Venne creato un tribunale speciale per la difesa dello Stato che perseguiva tutti i reati politici, la lesa maestà e i comportamenti anti-nazionali; particolarmente sorvegliati furono gli aderenti alla Lega dei Comunisti di Jugoslavia.
Venne dato il via alla politica dell'"integralismo jugoslavo" (integralni jugoslovenstvo), in cui tutte le divisioni etniche dovevano terminare per creare una nazione unita e centralizzata. Vennero aboliti tutti i toponimi tradizionali che richiamassero le origini storiche delle località e venne vietata l'esposizione di vessilli ed emblemi che le ricordassero: il territorio del regno fu suddiviso in nove regioni (banovine), senza tener conto delle province storiche e della composizione etnica. Furono inviati numerosi reparti dell'esercito in Croazia e in Macedonia. Il 3 ottobre 1929 fu cambiato il nome ufficiale dello stato in Regno di Jugoslavia.
Il 3 settembre 1931, quando ritenne che la situazione fosse tornata alla normalità, Alessandro diede al regno una nuova costituzione, che lasciava comunque al re enormi poteri. Il parlamento fu diviso in Camera alta, di nomina regia, e Assemblea nazionale, eletta a suffragio universale maschile con voto palese; al sovrano spettava la nomina del capo del governo e dei ministri, che dovevano rispondere solo al re e non al parlamento. Le libertà civili furono ripristinate, anche se con alcune limitazioni rispetto al passato.

### Difesa dei confini

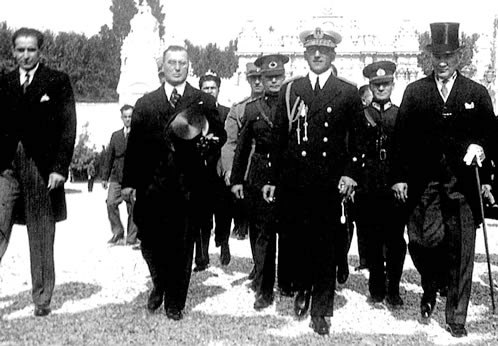
Alessandro I incontra Atatürk nel 1933

La politica estera di Alessandro I fu sempre intesa non tanto alla conquista, quanto al mantenimento dei territori del suo regno. Il re temeva che potessero essere messi in discussione i confini stabiliti dal Trattato di Versailles; per questo manteneva relazioni con la Francia e il Regno Unito e intesseva rapporti diplomatici con i vicini romeni, cecoslovacchi e greci. La Piccola Intesa, creata nel 1920, fu ulteriormente rafforzata dalla diplomazia jugoslava sotto il regno di Alessandro; nel 1927 il sovrano strinse una nuova alleanza con la Francia e nel 1934 stipulò un patto di amicizia e collaborazione con Romania, Grecia e Turchia. Una delle sue preoccupazioni era la Germania, che in politica estera voleva rivedere ciò che a Versailles era stato stabilito. Per questo motivo, fu invitato dal presidente del Consiglio francese Gaston Doumergue per una visita di stato nell'ottobre del 1934.

### Morte

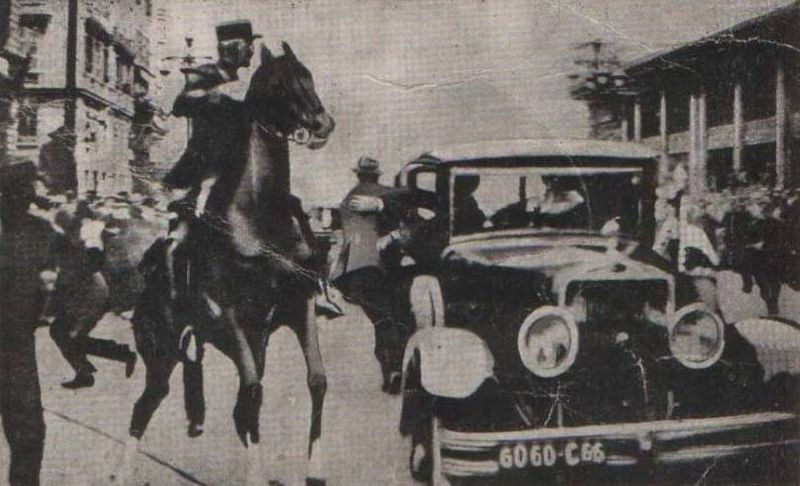
Vlado Černozemski assale la vettura reale

Alessandro si imbarcò sul cacciatorpediniere Dubrovnik dal piccolo porto di Zelenica alla volta di Marsiglia, dove sbarcò alle quattro del pomeriggio del 9 ottobre, accolto dal ministro degli esteri francese Louis Barthou. I due salirono a bordo di una vettura Delage scoperta e il corteo, composto da auto della polizia, soldati a cavallo e agenti in bicicletta che precedevano e seguivano l'automobile delle autorità si mosse, tra due ali di folla, verso il palazzo della Prefettura. Alle quattro e un quarto del pomeriggio, Vlado Černozemski, appartenente all'Organizzazione Rivoluzionaria Interna Macedone che mirava all'indipendenza della Macedonia dalla Jugoslavia e che aveva collegamenti con la formazione degli Ustascia croati di Ante Pavelić, si avvicinò alla vettura reale, si aggrappò alla fiancata e svuotò il caricatore della sua Mauser C96 sul re e sul ministro Barthou. Immediatamente gli agenti di scorta aprirono il fuoco all'impazzata e Černozemski fu ucciso all'istante dai colpi di pistola e dalle sciabolate della guardia a cavallo. L'auto con il re e il ministro fu condotta presso la stazione di polizia, dove si cercò di prestare i primi soccorsi ai feriti, ma Alessandro, alle cinque, perse conoscenza e morì. Il ministro Barthou fu trasportato all'ospedale Hôtel-Dieu, dove si spense il giorno successivo: l'autopsia mostrò che le pallottole che lo uccisero erano quelle sparate dalla polizia francese. A causa del panico che si venne a creare tra la folla, due civili vennero accidentalmente uccisi da pallottole vaganti.
L'assassinio di Alessandro I fu il primo omicidio filmato della storia, e rimane una delle più importanti riprese per cinegiornali ancora esistenti.
La mattina del 10 ottobre giunse a Marsiglia il treno speciale su cui aveva viaggiato la regina Maria, che fu accolta dal prefetto e condotta alla camera ardente del marito, dove fu raggiunta dal presidente della repubblica francese Albert Lebrun, che auspicò un prosieguo delle buone relazioni tra i due Paesi. Il feretro fu imbarcato sul cacciatorpediniere Dubrovnik e fece ritorno a Belgrado, dove il 17 ottobre furono celebrati i solenni funerali del re; il corpo fu inumato nel mausoleo reale di Oplenac.
Poiché l'erede al trono Pietro non aveva ancora l'età per divenire re, fu proclamato reggente il principe Paolo, figlio di Arsen di Serbia, fratello del re Pietro I.
Mussolini inviò una formale lettera di condoglianze. Durante le indagini Mussolini fu considerato un sospettato, ma non si andò oltre, perché il regno aveva già problemi con la Germania di Hitler.
Alessandro I fu membro della Massoneria.

## Ascendenza
|                                             |                       |                        | Genitori             |  |  | Nonni |  |  | Bisnonni           |  |  | Trisnonni       |  |
|                                             |                       |                        |                      |  |  |       |  |  | Karađorđe Petrović |  |  | Petar Jovanović |  |
|                                             |                       |                        |                      |  |  |       |  |  | Karađorđe Petrović |  |  | Petar Jovanović |  |
|                                             |                       | Marica Živković        |                      |  |  |       |  |  | Karađorđe Petrović |  |  |                 |  |
| Aleksandar Karađorđević, principe di Serbia |                       |                        |                      |  |  |       |  |  | Karađorđe Petrović |  |  |                 |  |
|                                             |                       | Jelena Jovanović       | Nikola Jovanović     |  |  |       |  |  |                    |  |  |                 |  |
|                                             |                       | Jelena Jovanović       | Nikola Jovanović     |  |  |       |  |  |                    |  |  |                 |  |
|                                             |                       | Jelena Jovanović       | Bosiljka             |  |  |       |  |  |                    |  |  |                 |  |
| Pietro I di Serbia                          |                       | Jelena Jovanović       |                      |  |  |       |  |  |                    |  |  |                 |  |
|                                             |                       | Jevrem Nenadovič       | Jakov Nenadović      |  |  |       |  |  |                    |  |  |                 |  |
|                                             |                       | Jevrem Nenadovič       | Jakov Nenadović      |  |  |       |  |  |                    |  |  |                 |  |
|                                             |                       | Jevrem Nenadovič       | Nerandža             |  |  |       |  |  |                    |  |  |                 |  |
| Persida Nenadović                           |                       | Jevrem Nenadovič       |                      |  |  |       |  |  |                    |  |  |                 |  |
|                                             |                       | Jovanka Milovanović    | Mladen Milovanović   |  |  |       |  |  |                    |  |  |                 |  |
|                                             |                       | Jovanka Milovanović    | Mladen Milovanović   |  |  |       |  |  |                    |  |  |                 |  |
|                                             |                       | Jovanka Milovanović    | Bosiljka             |  |  |       |  |  |                    |  |  |                 |  |
| Alessandro I di Jugoslavia                  |                       | Jovanka Milovanović    |                      |  |  |       |  |  |                    |  |  |                 |  |
|                                             | Mirko Petrović-Njegoš | Stanko Petrović-Njegoš |                      |  |  |       |  |  |                    |  |  |                 |  |
|                                             | Mirko Petrović-Njegoš | Stanko Petrović-Njegoš |                      |  |  |       |  |  |                    |  |  |                 |  |
|                                             | Mirko Petrović-Njegoš | Krstinja Vrbitsa       |                      |  |  |       |  |  |                    |  |  |                 |  |
| Nicola I del Montenegro                     | Mirko Petrović-Njegoš |                        |                      |  |  |       |  |  |                    |  |  |                 |  |
|                                             |                       | Anastasija Martinović  | Drago Martinović     |  |  |       |  |  |                    |  |  |                 |  |
|                                             |                       | Anastasija Martinović  | Drago Martinović     |  |  |       |  |  |                    |  |  |                 |  |
|                                             |                       | Anastasija Martinović  | Anastasija Ludović   |  |  |       |  |  |                    |  |  |                 |  |
| Zorka del Montenegro                        |                       | Anastasija Martinović  |                      |  |  |       |  |  |                    |  |  |                 |  |
|                                             |                       | Petar Vukotić          | Peter Perkov Vukotić |  |  |       |  |  |                    |  |  |                 |  |
|                                             |                       | Petar Vukotić          | Peter Perkov Vukotić |  |  |       |  |  |                    |  |  |                 |  |
|                                             |                       | Petar Vukotić          | Anastasija Milić     |  |  |       |  |  |                    |  |  |                 |  |
| Milena Vukotić                              |                       | Petar Vukotić          |                      |  |  |       |  |  |                    |  |  |                 |  |
|                                             |                       | Jelena Vervodić        | Tadija Vervodić      |  |  |       |  |  |                    |  |  |                 |  |
|                                             |                       | Jelena Vervodić        | Tadija Vervodić      |  |  |       |  |  |                    |  |  |                 |  |
|                                             |                       | Jelena Vervodić        | Milica Pavičević     |  |  |       |  |  |                    |  |  |                 |  |
|                                             |                       | Jelena Vervodić        |                      |  |  |       |  |  |                    |  |  |                 |  |